# Phare du cap Byron
Le phare du cap Byron (anglais : Cape Byron Light) est un phare en fonction situé au cap Byron, à Byron Bay, en Nouvelle-Galles du Sud, en Australie.

## Description
Classé au registre du patrimoine de l'État de la Nouvelle-Galles du Sud, cette attraction touristique sert aussi de musée maritime et de bureau administratif.
Il a été conçu notamment par Charles Harding et construit de 1899 à 1901.
La propriété appartient au NSW National Parks & Wildlife Service (en).
Ce phare est le plus puissant d'Australie et le phare le plus à l'est de la partie continentale du pays.

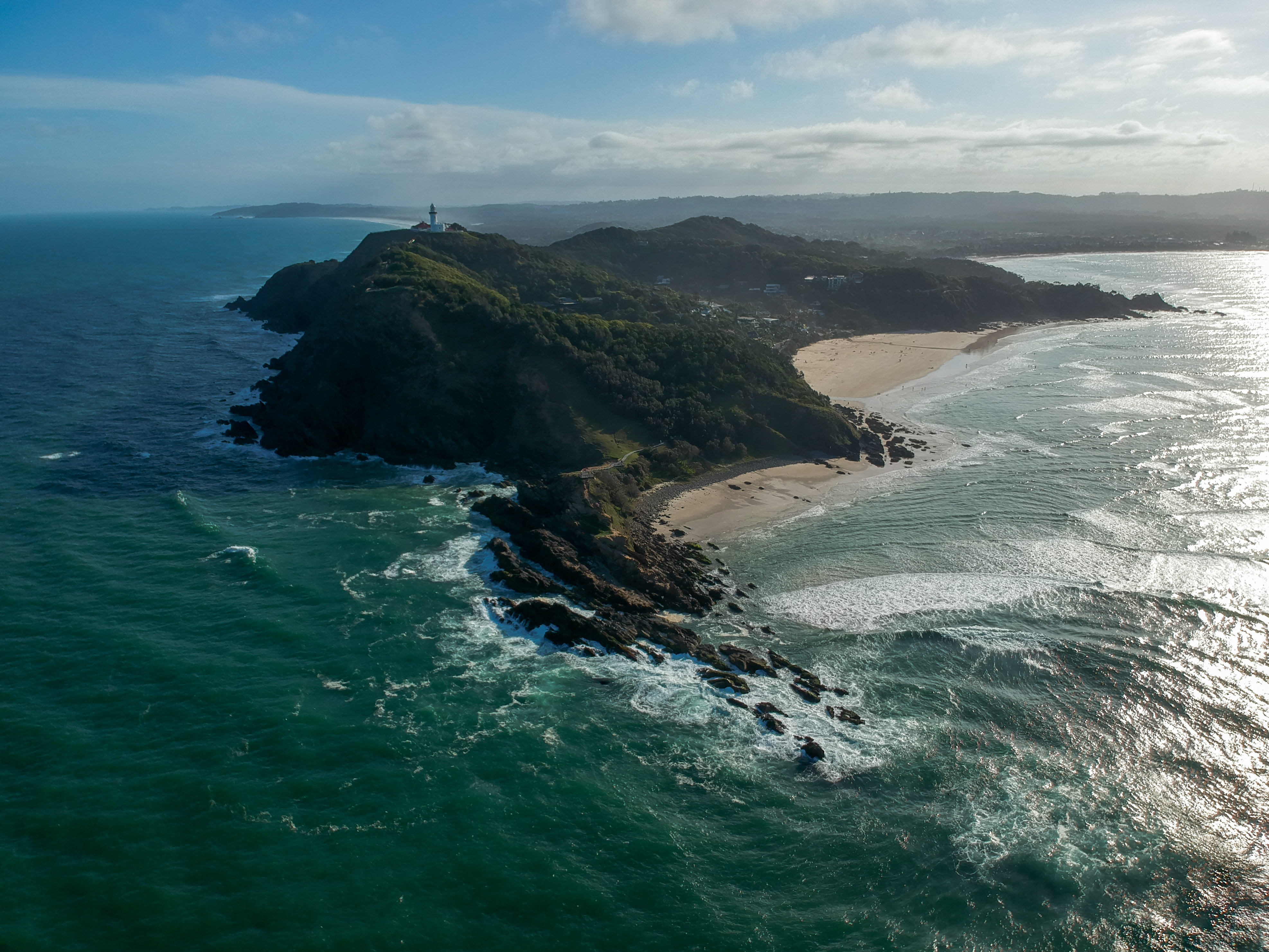
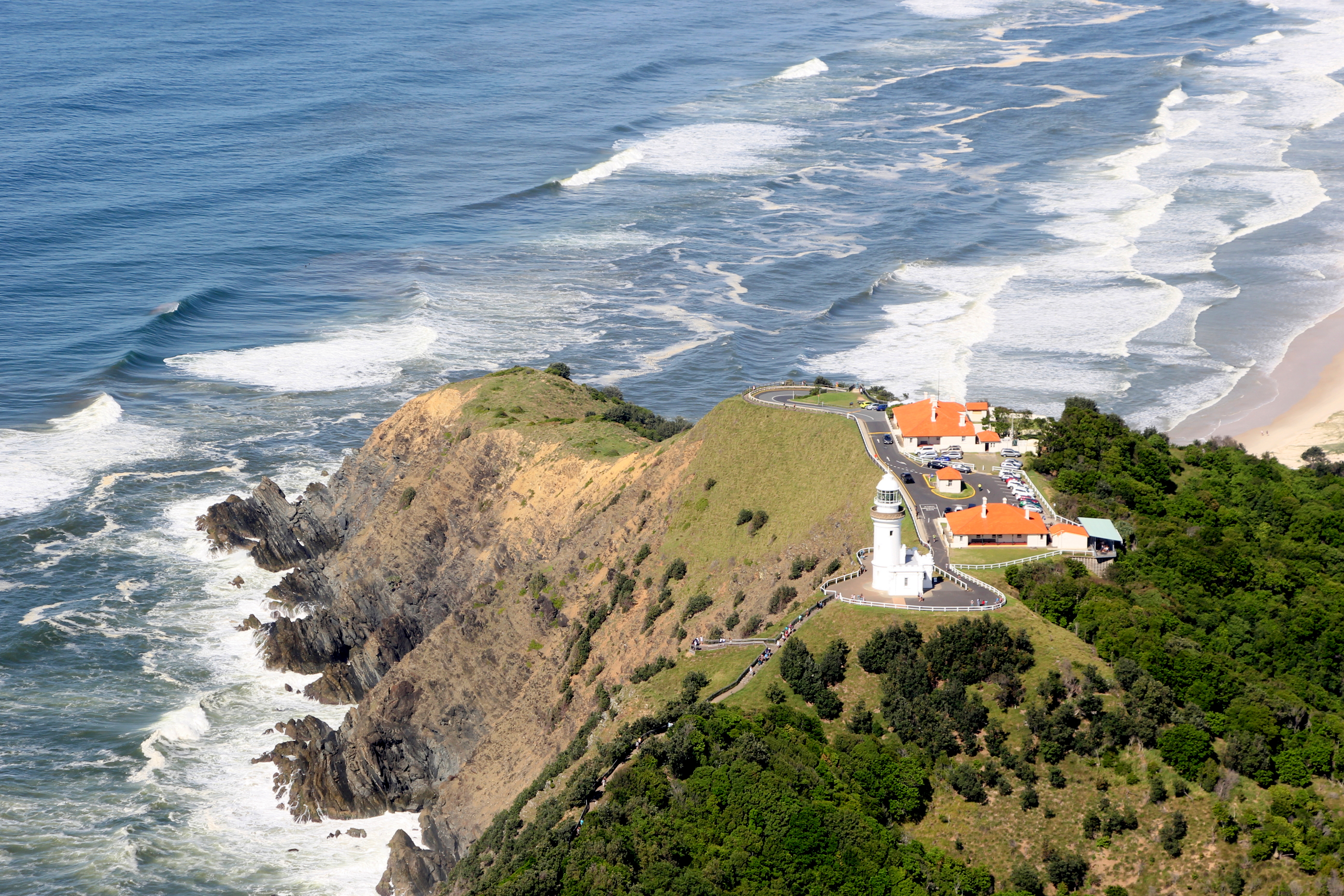
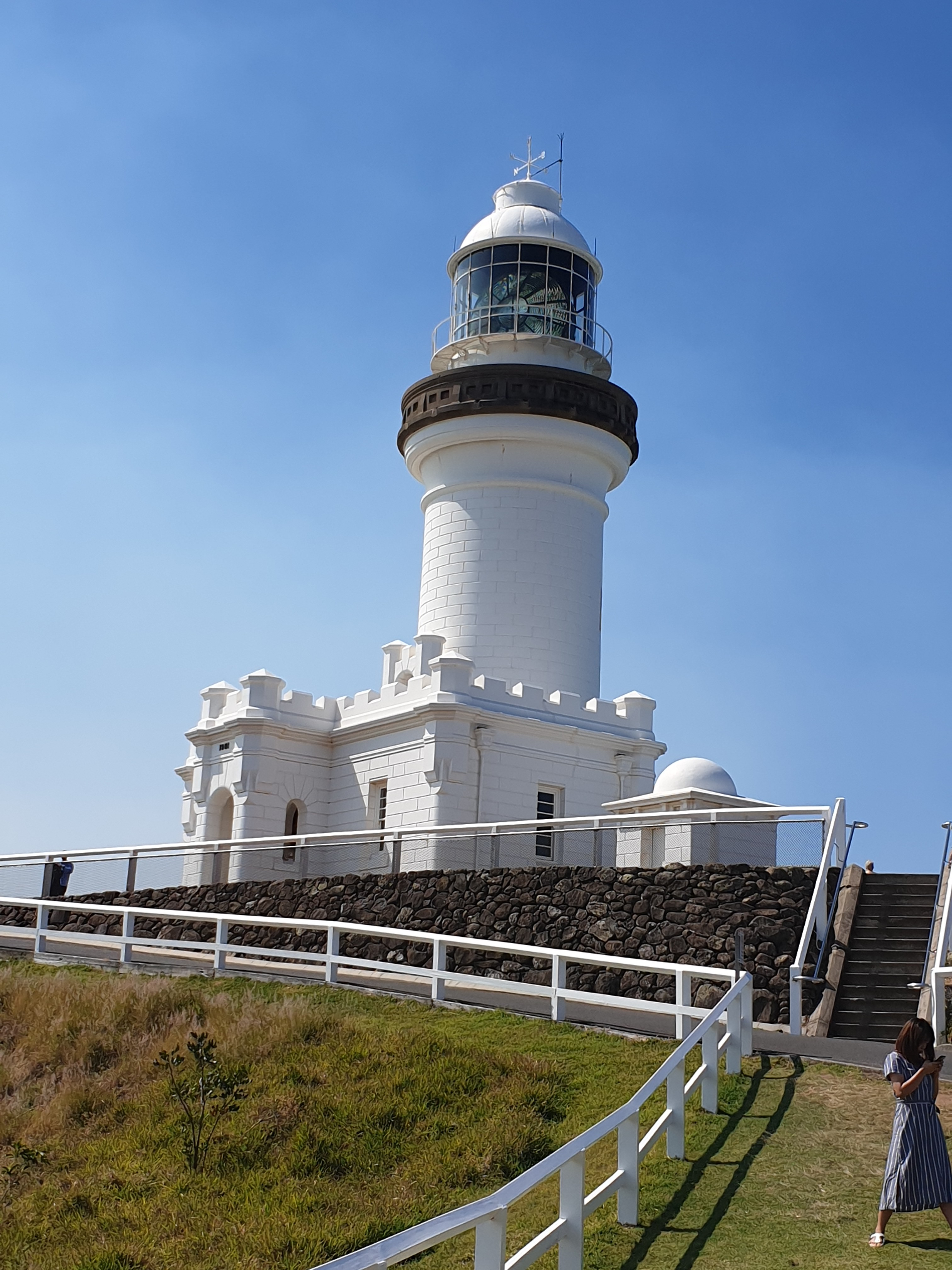
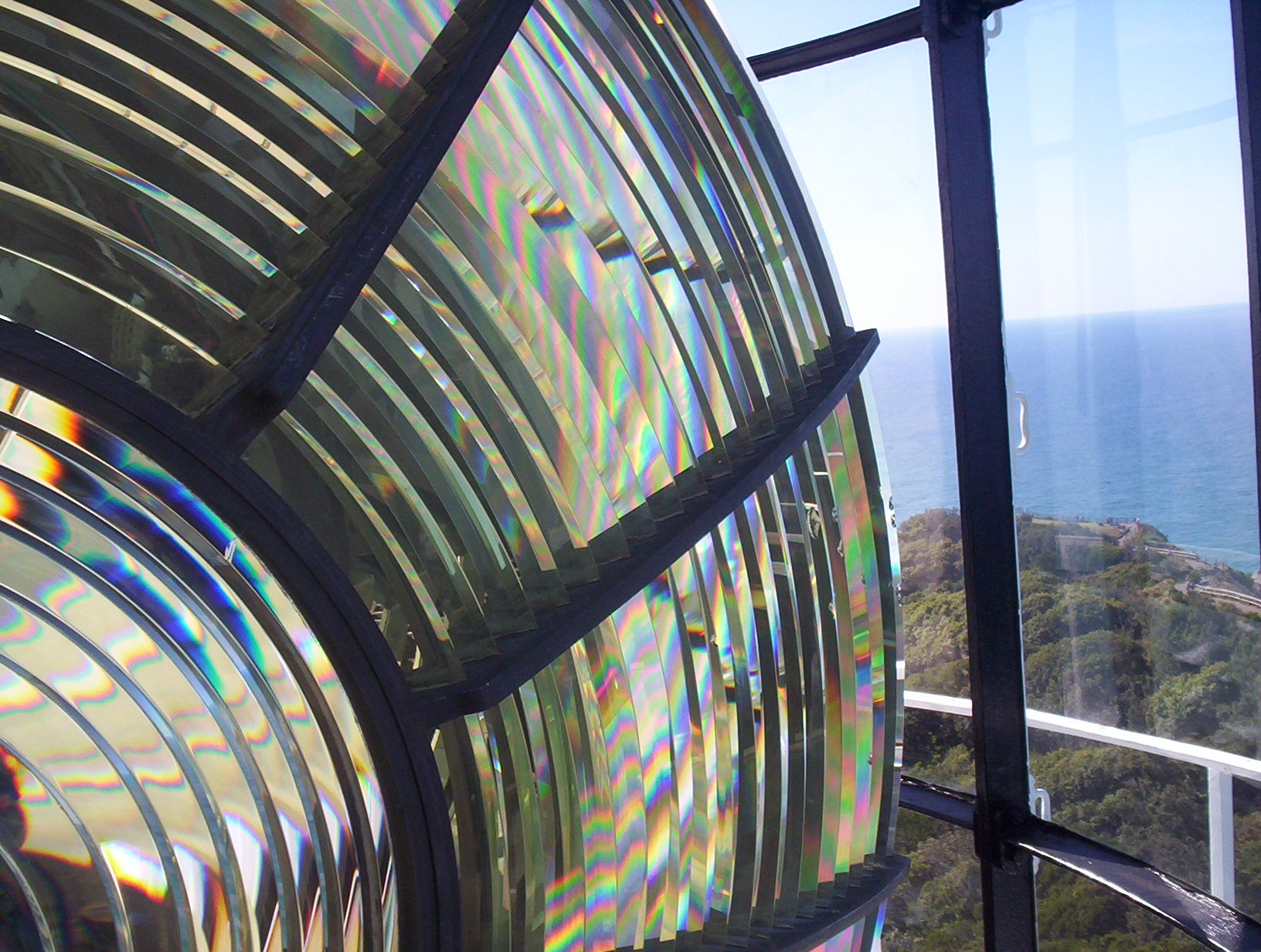